# Liupanshui
Liupanshui (chiń. 六盘水; pinyin Liùpánshuǐ) – miasto o statusie prefektury miejskiej w południowych Chinach, w prowincji Kuejczou. W 2010 roku liczba mieszkańców miasta wynosiła 168 645. Prefektura miejska w 1999 roku liczyła 2 739 946 mieszkańców.